# Port de l'Estartit
El port de l'Estartit és un port públic gestionat per Ports de la Generalitat, situat a la població de l'Estartit, al municipi de Torroella de Montgrí a la comarca del Baix Empordà. Inclou una dàrsena pesquera, amb catorze embarcacions, i una dàrsena esportiva, amb 918 amarradors. La part interior del dic de Llevant està ocupada per nombroses embarcacions de fons de vidre i pels submarinistes que visiten les illes Medes a menys d’una milla del port. Conté també l'Estació Nàutica l'Estartit - Illes Medes, i l'Espai Medes, centre d'interpretació marí del Parc Natural del Montgrí, les Illes Medes i el Baix Ter.

## Dàrsena pesquera
El moll de Ribera, amb 55 metres lineals, i el moll del dic vell, amb 63 metres lineals, estan destinats a la flota pesquera, que consta de deu embarcacions d'arts menors, i té cinc llicències per a la pesca de l'anguila al Baix Ter. La Confraria de Pescadors no té subhasta pròpia i les embarcacions venen cada tarda a la llotja de Palamós. Els productes estrella són la sípia i l'anguila.

## Dàrsena esportiva
El sector esportiu, gestionat pel Club Nàutic Estartit i l'Associació Nàutica Llevantina, disposa de 918 amarradors, que ocupen el moll adossat al contradic (358 metres), les passarel·les nàutica popular (197 m), les passarel·les platges (228 metres), les passarel·les club (306 m), el moll de Ribera I (114 m), el moll de subministraments (76 m), el moll de Ribera 2 (10 m), passarel·la concessió (114 m) i el moll adossat dic vell (50 m).

### Club Nàutic Estartit
El Club Nàutic Estartit, fundat el 1960, gestiona la dàrsena esportiva, amb 643 amarradors, per a embarcacions de 4 a 45 m d'eslora, ofereix escola de vela, rutes guiades amb jet-ski, lloguer de caiacs i paddle surf i restaurant. Està guardonat amb el distintiu de Bandera Blava.

### Associació Nàutica Llevantina
L'Associació Nàutica Llevantina gestiona els amarratges del sector Garbí. Fundada el 1972, va obtenir la llicència d'amarrar les embarcacions fins a 30 m del dic de Garbí. Dels 37 socis inicials, el 2023 en tenia ja 210. El 2010, amb la construcció d'una dàrsena on hi havia la platja del Club Nàutic, l'Associació va passar a disposar de 239 amarradors per a embarcacions de petita eslora.

## Estació Nàutica l'Estartit - Illes Medes
L'Estació Nàutica de l'Estartit - Illes Medes, situada al carrer de la Platja, davant del port, agrupa empreses relacionades amb activitats turístiques i de lleure de l'Estartit i el Parc Natural del Montgrí, les Illes Medes i el Baix Ter.

## Espai Medes
L’Espai Medes, inaugurat el 6 d'abril del 2025, és el centre de referència i de difusió dels valors mediambientals, culturals i turístics del Parc Natural del Montgrí, les Illes Medes i el Baix Ter, en el seu àmbit marí, complementant la seva activitat amb la del Museu de la Mediterrània, que és l’equipament de referència de la part terrestre del parc. Projectat pel Club Nàutic Estartit el 2015, les obres van començar el 2017 al moll Central del port, finalitzant l'abril del 2025.

## Història
El 1959 es construí un petit dic per a millorar l'abric de la platja de l'Estartit, on hi varaven les barques, i defensar-la de les llevantades. Aquest primer dic va ser l'embrió de l'actual moll Central del port. Amb l'arribada del turisme, la platja era compartida per les barques i els estiuejants. El 1972 es construí el dic de Garbí, per a protegir la platja del vent de garbí, i es feren les primeres dàrsenes de l'actual port. El 1990 es construí el dic de llevant (el trencaones), per a tenir una millor protecció del vent de llevant. El 2013 es reforçà i amplià aquest dic. El 2016 el Club Nàutic Estartit va començar la renovació del port, va ampliar el dic i el contradic de Garbí, l'escola de vela, la benzinera i altres millores.